# دره‌بید (بازفت)
دره‌بید، روستایی در بخش بازفت از توابع شهرستان کوهرنگ در استان چهارمحال و بختیاری است.

## جمعیت
این روستا در دهستان دوآب قرار دارد و براساس سرشماری مرکز آمار ایران در سال ۱۳۸۵، جمعیت آن ۱۰۲ نفر (۱۸ خانوار) بوده‌است.